# Caballo (escultura)
L'escultura urbana coneguda pel nom Caballo, ubicada a el centro Ecuestre El Asturcón, a la ciutat d'Oviedo, Principat d'Astúries, Espanya, és una de les més d'un centenar que adornen els carrers de l'esmentada ciutat espanyola. En un primer moemtn aquestes escultures tenien un caràcter d'homenatjar o rememorar a persones il·lustres amb una certa connexió amb la ciutat, però amb el temps, la finalitat artística de les escultures ha guanyat terreny i moltes d'elles són simples formes d'engalar carrer, places o edificis públics o privats. Aquest és el cas de la nostra obra, “Caballo” tracta de donar més impostància estètica a les noves isntal·lacions del nou Centre Equestre municipal.
L'escultura, feta de bronze, és obra de Iñigo Muguerza, i està datada l'any 2001.
Les instal·lacions del Centre Eqüestre municipal El Asturcón, van ser inaugurades a El Molinón en 1999, i amb elles es substituïa el recinte hípic de Sant Llàtzer, que va desaparèixer en els anys vuitanta del segle xx. Amb l'estàtua, que representa un cavall que podria qualificar-se de "grecollatí" per la seva figura estilitzada i la seva empenta. Representa un cavall amb morro estirat, gropa eriçada i potes musculoses.